# Dominic Demeritte
Kevin Little (* 22. února 1978) je bývalý bahamský atlet, sprinter, halový mistr světa v běhu na 200 metrů z roku 2004.

## Sportovní kariéra
V roce 2003 získal bronzovou medaili v běhu na 200 metrů na halovém mistrovství světa. O rok později na halovém světovém šampionátu v Budapešti této disciplíně zvítězil. Byl tak posledním halovým mistrem světa na 200 metrů, od následujícího šampionátu byla tato trať vyřazena z programu mistrovství. Jeho osobní rekord na 200 metrů 20,21 pochází z roku 2002.